# Gadirtha fakfakensis
Gadirtha fakfakensis är en fjärilsart som beskrevs av Embrik Strand 1917. Gadirtha fakfakensis ingår i släktet Gadirtha och familjen trågspinnare. Inga underarter finns listade i Catalogue of Life.